# Mars 1803

## Événements
- 4 mars (20 février du calendrier julien), Russie : oukase sur les agriculteurs libres[1] ; les maîtres qui émancipent leurs serfs doivent leur donner une terre à racheter (peu d’effet : 47 000 affranchis sous le règne d’Alexandre Ier de Russie).

- 11 mars : les troupes britanniques évacuent l’Égypte[2], en application de l’accord d’İstanbul de 1799.

- 24 mars : 
  - Fondation du Comté de Scioto
  - James Forbes devient membre de la Royal Society
  - Création de la chambre de commerce et d'industrie de Nîmes-Bagnols-Uzès-Le Vigan
  - L'abbaye de Gotteszell est dissoute

- 28 mars, France : instauration du franc Germinal (Loi du 7 germinal an XI, qui fixe la valeur du franc à 5,90 grammes d’argent), qui reste stable jusqu’en 1914[3].

## Naissances
- 24 mars : 
  - Wilhelm Scheuchzer (mort le 28 mars 1866), peintre de paysages suisse
  - Pierre Madesclaire (mort le 20 décembre 1885), homme politique français
- 26 mars : John William Lubbock (mort en 1865), banquier, mathématicien et astronome britannique.

## Décès
- 1er mars Jean-François Colson, peintre, architecte et sculpteur français (° 2 mars 1733).
- 14 mars : Friedrich Gottlieb Klopstock, poète et auteur dramatique allemand, contribua à libérer la littérature germanique des influences étrangères (° 2 juillet 1724).
- 24 mars : 
  - Jacques de Carles (né le 9 septembre 1724), général de division français
  - Jean-Pierre Germain (né le 8 août 1745), banquier français